# Shōsō-in
Le Shōsō-in (正倉院), le bâtiment du trésor du Tōdai-ji (東大寺) à Nara (33 m de long, 9,4 m de large, 14 m de haut.) est divisé en trois parties : hokusō (北倉, « magasin nord »), chūsō (中倉, « magasin central ») et nansō (南倉, « magasin sud »). 

## Style
Le style azekura-zukuri (校倉造) au Shōsō-in se caractérise par ses poutres de section triangulaire assemblées horizontalement et s'entrecroisant aux angles. Le temple est juché sur 40 piliers hauts de 2,4 mètres et construit aux environs de 760 en rondins de cyprès du Japon (檜, hinoki) sans revêtement de terre. Bâti sur une terrasse de dalles de pierre, le bâtiment mesure 33 mètres de long pour presque 10 de large et 14 de haut.
Les hypothèses sur l'excellente conservation du trésor du Shōsō-in ont longtemps porté sur la maîtrise de l'hygrométrie, en supposant que le bâtiment permettait, par la contraction et la dilatation des poutres en bois au fil des saisons, la régulation de l'humidité et de la ventilation. Toutefois, des études plus récentes montrent que le jeu du bois reste négligeable sur l'hygrométrie, une idée plus plausible étant la surélévation de la structure pour la ventilation et l'épaisseur des poutres imbriquées. Enfin, les coffres en bois épais et bien agencés qui contiennent le dépôt impérial peuvent avoir un impact également.

## Histoire

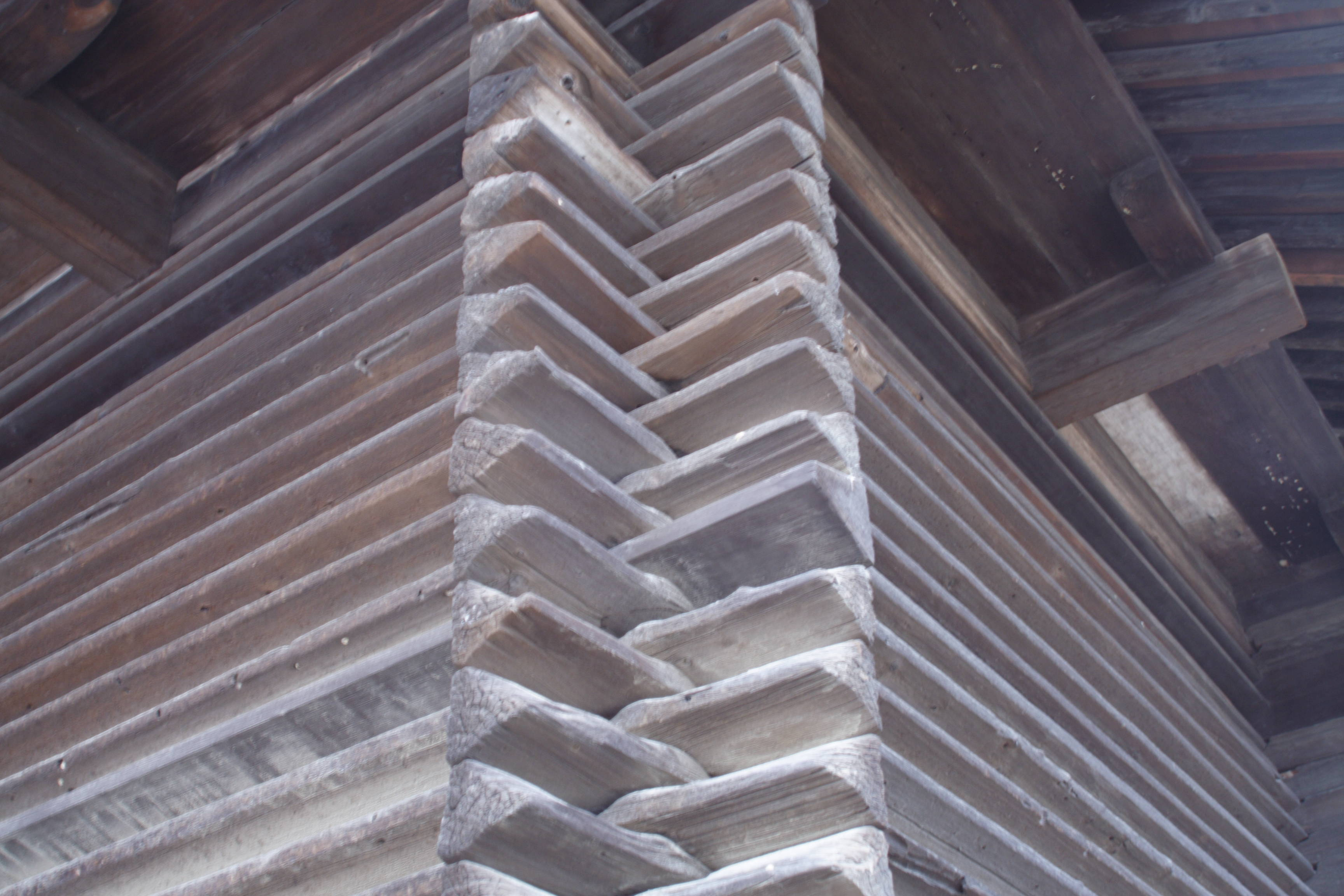
Détail d'architecture de type azekura-zukuri.

Il servit tout d'abord à engranger le riz, ce à quoi tout shōsō (正倉, « grenier ») était initialement destiné, puis fut utilisé dès le VIIIe siècle pour entreposer plus de 3 000 objets divers provenant principalement des collections d'objets japonais et centre-asiatiques réunies par l'empereur  Shōmu (聖武) et l'impératrice  Kōken (孝謙), ainsi que pour cacher des documents gouvernementaux… C'est pour cette raison qu'il fut conservé au fil du temps, contrairement aux autres shōsō, et on finit par lui accoler le suffixe religieux « -in » (院). Réaménagé en 1913 sur deux niveaux en petites cellules de conservation, cet ensemble constitue ainsi le plus ancien « musée » du monde et représente une source inestimable de connaissances. C'est pour cela que les objets ont été transférés en 1953 puis en 1962 dans deux nouvelles structures en béton armé pour les protéger d'éventuels incendies. Le Shōsō-in, quant à lui, a été restauré en 1883. Sa propriété a, par ailleurs, été retirée au Tōdai-ji peu de temps auparavant (en 1875) pour être dévolue tout d'abord au ministère de l'Intérieur puis à la Cour.

## Les collections
Même si ces collections furent placées sous scellés impériaux (勅封, chokufū) pendant des siècles, empêchant ainsi leur contemplation par le commun des mortels, une partie d'entre elles est régulièrement présentée depuis les années 1940, généralement sous forme d'exposition, au musée national de Tōkyō ou au musée national de Nara. 

### Les documents

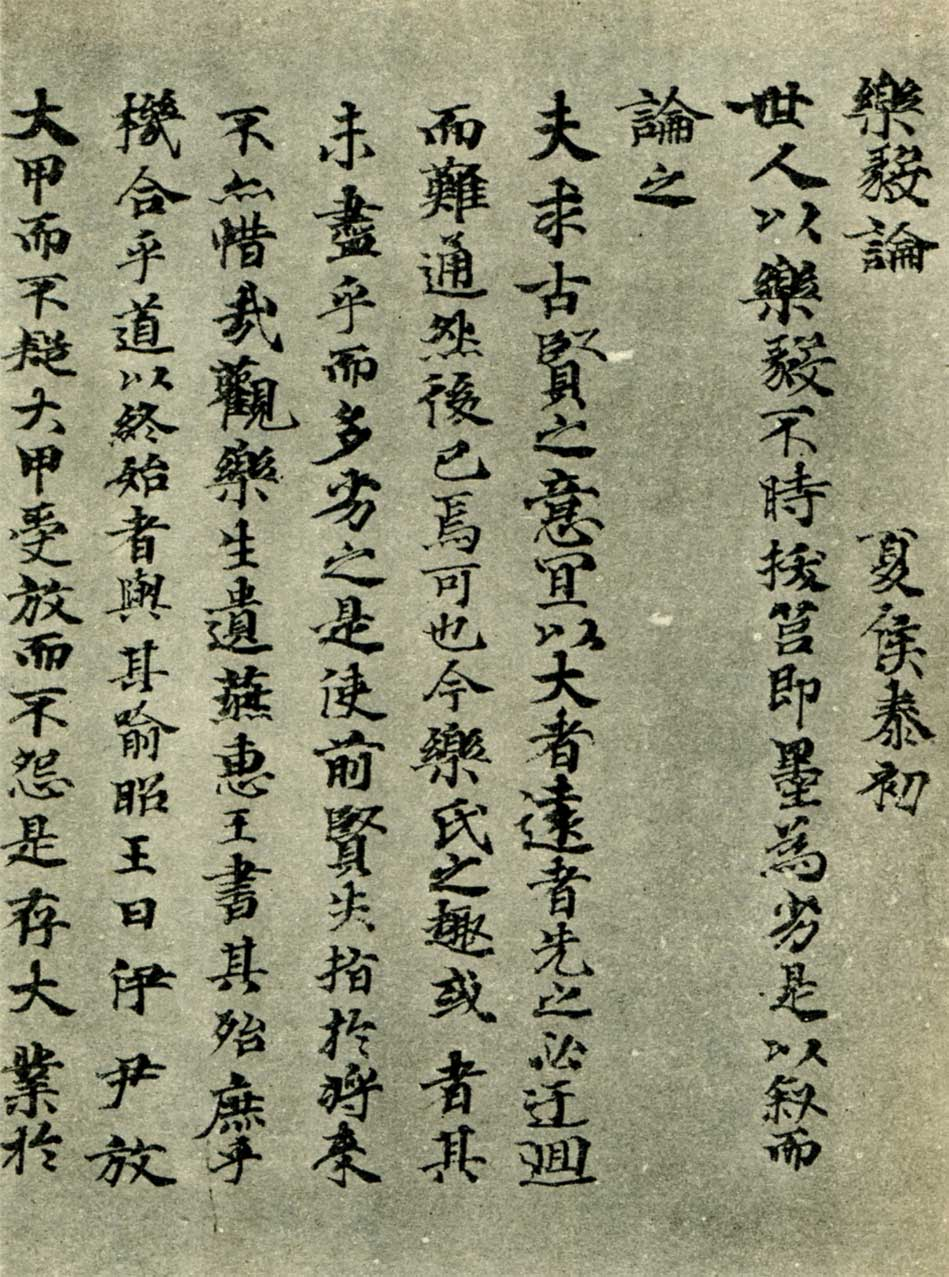
Gakki-ron, écrit par l'impératrice Kōmyō.

Le Shōsō-in contenait plus de 10 000 documents et archives, ce qui correspond à peu près à 90 % de l'ensemble des documents de l'époque Nara existant actuellement. Appelées Shōsō-in monjo (正倉院文書, « documents du Shōsō-in »), ces archives constituent une ressource considérable pour l'étude notamment sociologique, économique et politique de cette époque.

### Les objets
Au lendemain de la mort de l'empereur Shōmu, on y trouve quatre catégories d'objets. La première catégorie regroupe les objets offerts par l'impératrice Kōmyō (lors des grandes cérémonies de funérailles de son époux) et destinés au Grand Bouddha. La deuxième catégorie concerne les objets offerts lors de la cérémonie d'ouverture des yeux de la statue du Grand Bouddha et les objets relatifs à cette cérémonie. La troisième catégorie rassemble les objets utilisés lors de la fabrication de la statue du Grand Bouddha. Enfin, la quatrième catégorie est constituée des objets utilisés lors du culte effectué sur l'autel du Tōdai-ji (dont des bols à aumône, par exemple). À ce début de collections s'ajoute un impressionnant ensemble d'objets constitué au fil du temps.
Cet assortiment d'objets provenant de nombreux pays représente une synthèse des civilisations qui fleurirent en Asie aux VIIe et VIIIe siècles. Parmi les pièces qui constituent la collection se trouvent du mobilier, des récipients de tout type (céramiques, verreries…), des miroirs, des instruments de musique, des masques de gigaku (伎楽), des armes, des jeux, des objets d'écriture, des peintures et des calligraphies, des vêtements et tissus, des objets de culte bouddhique, des remèdes, des parfums…